# Castaño Santo
El Castaño Santo es un enorme y antiquísimo ejemplar de la especie Castanea sativa que se encuentra situado en una zona conocida como el Hoyo del Bote, en la Sierra Real de Istán, España. Situado a 710 metros de elevación.
Es probablemente el árbol más antiguo de toda la provincia de Málaga. Su edad está cifrada en torno a los ochocientos y los mil años de antigüedad. A pesar de esto, muchos visitantes no dudan en llevarse la tierra que cubre sus raíces poniendo en peligro a este majestuoso árbol.
A 1,30 m del suelo el perímetro es de 15 m mientras que a ras de suelo roza los 22 metros. Tiene una altura total de 24,5 m mientras que la altura del fuste es de 2,5 metros. El diámetro de la copa es en la dirección N-S de 27,40 m mientras que en la dirección E-W es de 23,70 metros. El área proyectada de la copa es de 510,02 m².
Cuenta la leyenda que en los montes en que se encuentra este árbol centenario proliferaron grandes hazañas a lo largo de la Historia. Entre ellas podemos destacar la rebelión de los moriscos en Sierra Bermeja en los albores del siglo XVI. Bajo sus ramas, en el año 1501, el rey Fernando el Católico celebró una misa. La leyenda cuenta que en las oraciones se pidió un retraso del crepúsculo, para favorecer una llegada sigilosa de las tropas a Marbella.
Está propuesto para ser declarado monumento natural por la Junta de Andalucía.